# 甘明斯號驅逐艦 (DD-44)
甘明斯號驅逐艦（舷號DD-44）是一艘隸屬於美國海軍的驅逐艦，為卡森級驅逐艦的二號艦。她是美軍第一艘以甘明斯為名的軍艦，以紀念美國獨立戰爭時期的海軍軍官安德魯·甘明斯（Andrew Boyd Cummings）。
甘明斯號在1912年於巴斯鋼鐵廠開始建造，在1913年下水服役。接著甘明斯號留在大西洋及加勒比海執勤。第一次世界大戰爆發後，甘明斯號在大西洋作中立巡航。美國參戰後，甘明斯號被派往法國及愛爾蘭海域，掩護協約國商船，期間曾遭德國U-61號潛艇擊傷。戰後甘明斯號在1922年退役，並在1924年轉交美國海岸防衛隊，負責截查酒精走私。1933年甘明斯號回歸海軍，在1934年除籍，按倫敦海軍條約出售拆解。